# Lista de pessoas mencionadas nos Panama Papers
Esta é uma lista parcial de pessoas mencionadas nos Panama Papers na posição de acionistas, administradores ou beneficiários de empresas offshore. O Consórcio Internacional dos Jornalistas de Investigação (CIJI) anunciou a lista completa de empresas e pessoas mencionadas nos documentos no início de maio de 2016. O CIJI publicou o seguinte aviso em relação aos dados divulgados: "existem usos legítimos para empresas, fundações e fundos offshore. Não pretendemos sugerir ou insinuar que qualquer pessoa, empresa ou outra entidade que faça parte da aplicação ICIJ Power Players tenha violado a lei ou agido de forma incorreta."

## Chefes de estado e de governo

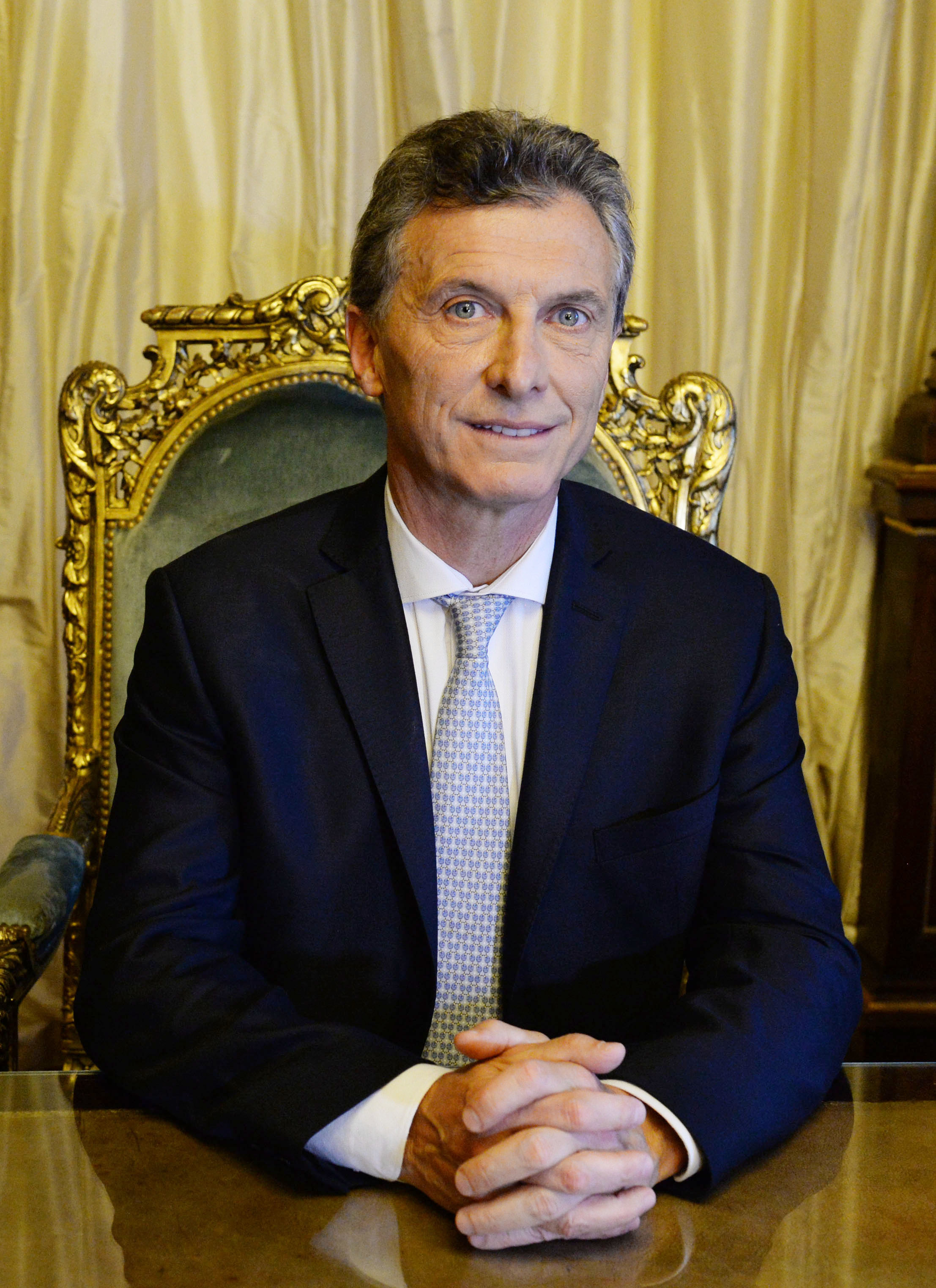
Mauricio Macri, Ex-presidente da Argentina.

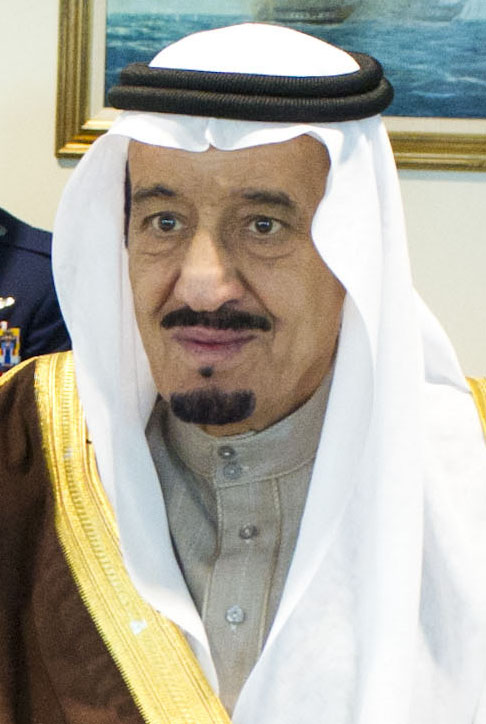
Salman, Rei da Arabia Saudita.

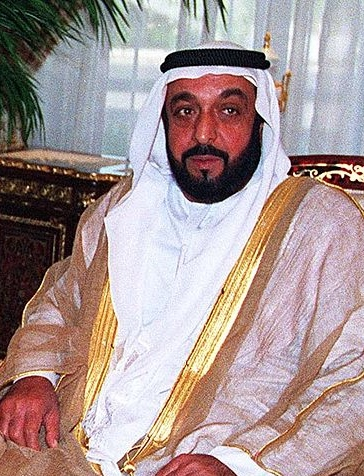
Khalifa bin Zayed Al Nahyan, Presidente dos Emirados Árabes Unidos.

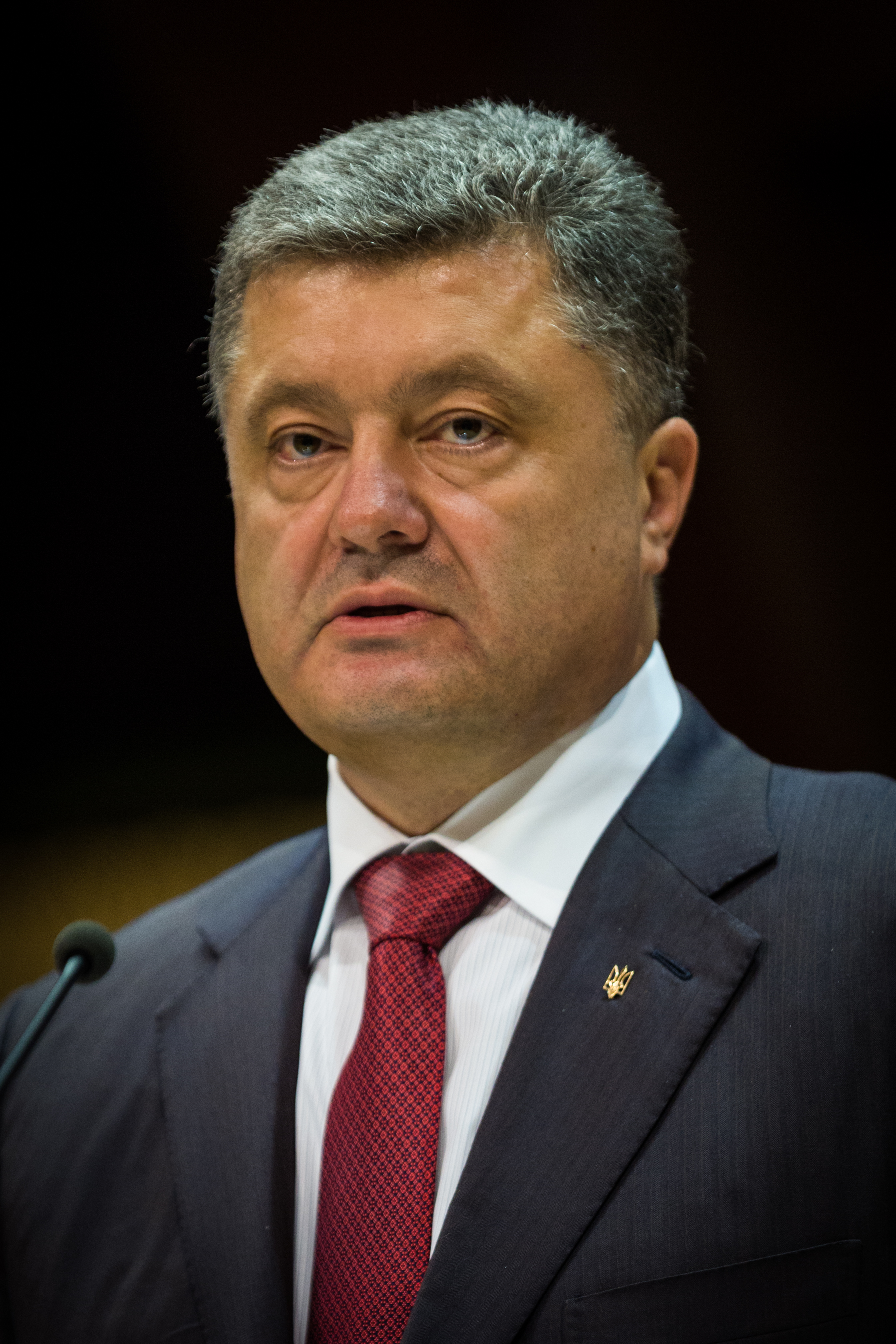
Petro Poroshenko, Presidente da Ucrânia.

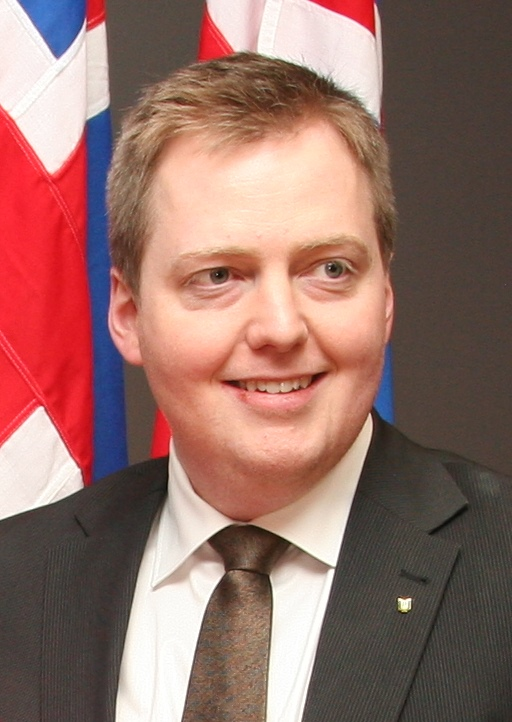
Sigmundur Davíð Gunnlaugsson, Primeiro-Ministro da Islândia, renunciou em 5 de abril de 2016

### Atuais
- Khalifa bin Zayed Al Nahyan, Presidente dos Emirados Árabes Unidos e Emir de Abu Dhabi[1]
- Nawaz Sharif, Primeiro-Ministro do Paquistão[1]
- Petro Poroshenko, Presidente da Ucrânia[1]
- Salman, Rei da Arábia Saudita[1]

### Antigos
- Mauricio Macri, Ex-presidente da Argentina[1]
- Ayad Allawi, Primeiro-Ministro do Iraque[1]
- Ali Abu al-Ragheb, Primeiro-Ministro da Jordânia[1]
- Ahmed al-Mirghani, Presidente do Sudão[3]
- Bidzina Ivanishvili, Primeiro-Ministro da Geórgia[1]
- Hamad bin Khalifa Al Thani, Emir do Catar[1]
- Hamad bin Jassim bin Jaber Al Thani, Primeiro-Ministro do Catar[1]
- Ion Sturza, Primeiro-Ministro da Moldávia[4]
- Pavlo Lazarenko, Primeiro-Ministro da Ucrânia[1]
- Sigmundur Davíð Gunnlaugsson, Primeiro-Ministro da Islândia[1]

## Outros funcionários do governo
Angola
- José Maria Botelho de Vasconcelos, Ministro do Petróleo[1]

 Arábia Saudita
- Muhammad bin Nayef, Príncipe e Ministro do Interior[5]

 Argélia
- Abdeslam Bouchouareb, Ministro da Indústria e das Minas[1]

 Argentina
- Néstor Grindetti, Presidente do município de Lanús[1]

 Botsuana
- Ian Kirby, Presidente do Tribunal de Recurso do Botsuana e antigo Procurador-Geral[1]

 Brasil
- Antônio Carlos Neves de Mattos, analista da CGU e auditor-chefe na Agência Nacional do Petróleo[6][7][8]
- Joaquim Barbosa, antigo Presidente e Ministro do Supremo Tribunal Federal[9]
- Eduardo Cunha, ex-Presidente da Câmara dos Deputados, filiado ao PMDB[10]
- Edson Lobão, Membro do Senado e ex-Ministro das Minas e Energia, filiado ao PMDB[10]
- João Lyra, ex-Membro da Câmara dos Deputados, PSD[1][10]
- Newton Cardoso Jr., Membro da Câmara dos Deputados, filiado ao PMDB[10]
- Newton Cardoso, ex-governador de Minas Gerais, filiado ao PMDB.[10]
- Sérgio Guerra, ex-senador e ex-presidente do PSDB[10]

 Camboja
- Ang Vong Vathana, Ministro da Justiça[11]

 Chile
- Alfredo Ovalle Rodríguez, associado da agência de informações[1]

 Equador
- Galo Chiriboga, atual Procurador-geral[1]
- Pedro Delgado Campaña, antigo governador do Banco Central do Equador[1]

 França
- Patrick Balkany, deputado pelos Republicanos e Presidente da Câmara de Levallois-Perret[1]
- Jérôme Cahuzac, antigo Ministro do Orçamento[1]
- Frédéric Chatillon, homem de negócios ligado a Marine Le Pen e à Frente Nacional[12]
- Nicolas Crochet, técnico de contas ligado a Marine Le Pen e à Frente Nacional[12]
- Jean-Marie Le Pen, pai de Marine Le Pen, político e antigo presidente da Frente Nacional[13]

 Grécia
- Stavros Papastavrou, conselheiro dos antigos primeiros-ministros Kostas Karamanlis e Antonis Samaras[1]

 Hungria
- Zsolt Horváth, antigo deputado da Assembleia Nacional[14]

 Islândia
- Bjarni Benediktsson, Ministro das Finanças[1]
- Ólöf Nordal, Ministro do Interior[15]

 Índia
- Anurag Kejriwal, antigo presidente do Partido Lok Satta[1]

 Malta
- Konrad Mizzi, Ministro da Energia e Saúde[1]

 Nigéria
- James Ibori, antigo dovernador do Estado do Delta[1]

 Palestina
- Mohammad Mustafa, antigo Ministro da Economia[1]

 Panamá
- Riccardo Francolini, antigo presidente do banco estatal Savings Bank[1]

 Peru
- César Almeyda, diretor do Servicio de Inteligencia Nacional del Perú[1]

 Polónia
- Paweł Piskorski, antigo Presidente da Câmara de Varsóvia[1]

 Quénia
- Kalpana Rawal, Chefe de Gabinete do Supremo Tribunal de Justiça[1]

 Reino Unido
- Michael Ashcroft, membro reformado da Câmara dos Lordes[16]
- Michael Mates, antigo membro do parlamento[17]
- Pamela Sharples, membro da Câmara dos Lordes[18]

 República Democrática do Congo
- Jaynet Kabila, membro da Assembleia Nacional[19]

 República do Congo
- Bruno Itoua, Ministro da Investigação Científica e Inovação Técnica e antigo presidente da Société Nationale des Pétroles du Congo[1]

 Ruanda
- Emmanuel Ndahiro, brigadeiro-general e antigo diretor da agência de espionagem[20]

 Venezuela
- Victor Cruz Weffer, antigo comandante-chefe do exército venezuelano[21]
- Jesús Villanueva, antigo diretor dos Petróleos de Venezuela[22]

 Zâmbia
- Atan Shansonga, antigo embaixador nos Estados Unidos[23]

## Familiares e associados de funcionários do governo
África do Sul
- Khulubuse Zuma, sobrinho do Presidente Jacob Zuma[24]

 Argentina
- Daniel Muñoz, adido dos antigos presidentes Cristina Kirchner e Néstor Kirchner[1]

 Azerbaijão
- Mehriban Aliyeva, Leyla Aliyeva, Arzu Aliyeva, Heydar Aliyev e Sevil Aliyeva, familiares do Presidente Ilham Aliyev[1]

 Brasil
- Idalécio de Oliveira, empresário português, potencial autor do suborno ao Presidente da Câmara dos Deputados Eduardo Cunha[1]

 Canadá
- Anthony Merchant, marido da senadora Pana Merchant.[25]

 Cazaquistão
- Nurali Aliyev, neto do Presidente Nursultan Nazarbayev[1]

 China
- Patrick Henri Devillers, parceiro de negócios de Gu Kailai, mulher do antigo Ministro do Comércio e Secretário do Partido em Chongqing, Bo Xilai, condenado por homicídio[1]
- Deng Jiagui, cunhado do Presidente Xi Jinping[1]
- Jasmine Li, neta de Jia Qinglin[1]
- Li Xiaolin, filha do antigo Primeiro-ministro Li Peng[1]

 Coreia do Sul
- Ro Jae-Hun, filho do antigo Presidente Roh Tae-woo[26]

 Costa do Marfim
- Jean-Claude N'Da Ametchi, sócio do antigo Presidente Laurent Gbagbo[1]

 Egito
- Alaa Mubarak, filho do antigo Presidente Hosni Mubarak[1]

 Equador
- Javier Molina Bonilla, antigo conselheiro do diretor dos serviços de espionagem Rommy Vallejo[1]

 Espanha
- Pilar de Espanha, irmã do antigo Rei Juan Carlos I[27]
- Micaela Domecq Solís-Beaumont, mulher de Miguel Arias Cañete, Comissário Europeu da Energia e antigo Ministro espanhol da Agricultura, Alimentação e Ambiente[28]

 França
- Arnaud Claude, antigo sócio do Presidente Nicolas Sarkozy[29]

 Gana
- John Addo Kufuor, filho do antigo Presidente John Kufuor[1]

 Guiné
- Mamadie Touré, viúva do antigo Presidente Lansana Conté[1]

 Honduras
- César Rosenthal, filho do antigo Vice-presidente Jaime Rosenthal[1]

 Irlanda
- Frank Flannery, consultor político e antigo diretor de estratégia do Fine Gael[30]

 Itália
- Giuseppe Donaldo Nicosia, condenado por suborno a par do antigo senador Marcello Dell'Utri[1]

 Malásia
- Mohd Nazifuddin Najib, filho do Primeiro-ministro Najib Razak[1]

 México
- Juan Armando Hinojosa, associado do Presidente Enrique Peña Nieto[1]

 Marrocos
- Mounir Majidi, secretário pessoal de Rei Maomé VI[1]

 Paquistão
- Maryam Nawaz, Hasan Nawaz Sharif e Hussain Nawaz Sharif, filhos do Primeiro-ministro Nawaz Sharif[1]

 Reino Unido
- Ian Cameron, pai do Primeiro-ministro David Cameron[31][32]
- Sarah Ferguson, ex-mulher do príncipe André do Reino Unido[33]
- Mark Thatcher, filho de Margaret Thatcher[33]

 Rússia
- Sergei Roldugin, Arkady Rotenberg e Boris Rotenberg, amigos pessoais do Presidente Vladimir Putin[1][32]

 Senegal
- Mamadou Pouye, amigo de Karim Wade, filho do antigo Presidente Abdoulaye Wade[34]

 Síria
- Rami Makhlouf e Hafez Makhlouf, primos do presidente Bashar al-Assad[1]

 Nações Unidas
- Kojo Annan, filho do antigo Secretário-geral Kofi Annan[1][32]

## Personalidades do desporto

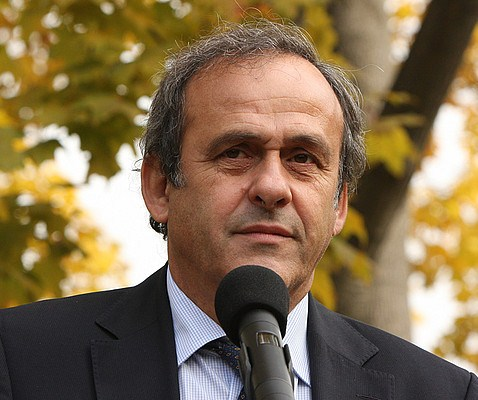
Michel Platini

### Organização internacional
- Eugenio Figueredo, antigo presidente da CONMEBOL e vice-presidente da FIFA[35]
- Mariano e Hugo Jinkis, empresários argentinos também implicados no caso de corrupção da FIFA de 2015[36]
- Juan Pedro Damiani, presidente do Club Atlético Peñarol.[36]
- Michel Platini, antigo presidente da UEFA[36]
- Jérôme Valcke, antigo secretário-geral da FIFA[36]

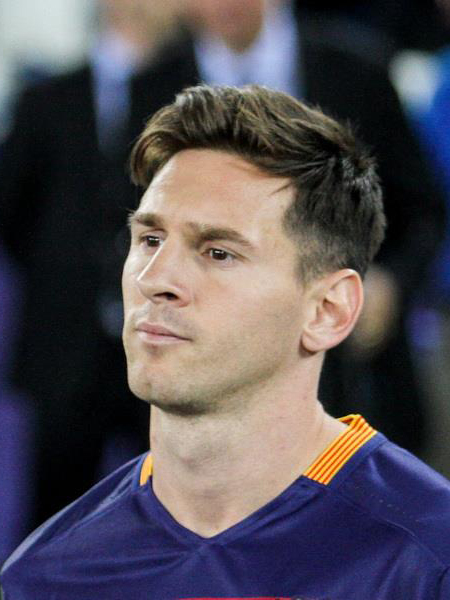
Lionel Messi

### Jogadores e ex-jogadores de futebol
- Contas criadas pelo Real Sociedad:[37]
  - Mattias Asper[37]
  - Valeri Karpin[37]
  - Nihat Kahveci[37]
  - Tayfun Korkut[37]
  - Darko Kovačević[37]
  - Gabriel Schürrer[37]
  - Sander Westerveld[37]
- Andy Cole, ex-jogador de futebol inglês[38]
- Lionel Messi, jogador de futebol argentino[35]
- Leonardo Ulloa, jogador de futebol argentino[39]
- Marc Rieper, ex-jogador de futebol dinamarquês.[40]
- Iván Zamorano, ex-jogador de futebol chileno[39]
- Willian Borges da Silva, jogador de futebol brasileiro[33]

### Outros esportes
- Nick Faldo, jogador de golfe[33]
- Nico Rosberg, piloto alemão-finlandês da Fórmula 1[41]
- Ion Țiriac, ex-tenista romeno[42]

## Entretenimento
- Amitabh Bachchan, ator indiano[43]
- Aishwarya Rai, a atriz indiana e ex-Miss Mundo[43]
- David Geffen, magnata de Hollywood, co-fundador da DreamWorks[44]
- Franco Dragone, diretor de teatro italiano, conhecido por seu trabalho no Cirque du Soleil[45]
- Heather Mills, ex-mulher de Paul McCartney e ativista dos direitos sociais e modelo[33]
- Jackie Chan, ator, produtor, diretor, roteirista, empresário e coreografo de ação[46]
- Pedro Almodóvar, diretor de cinema, roteirista, produtor e ex-ator[47]
- Simon Cowell, agente musical, produtor de televisão[33]
- Stanley Kubrick, cineasta, roteirista, produtor, fotografo[33]
- Tina Turner, cantora, dançarina [44]
- Emma Watson, atriz, modelo, produtora, empresária e embaixadora da ONU mulheres .[48]

## Investigados pela Operação Lava Jato
- Ângelo Marcus de Lima Cota, da Construtora Mendes Júnior[49]
- Carlos de Queiroz Galvão, da Construtora Queiroz Galvão[49]
- Carlos Eduardo Schahin, do Banco Schahin, investigado na 27ª fase da operação[49]
- Jésus Murilo Vale Mendes, da Construtora Mendes Júnior[49]
- Jefferson Eustáquio, da Construtora Mendes Júnior[49]
- Luiz Eduardo da Rocha Soares, operador da Construtora Odebrecht (atual Novonor);[49]
- Milton de Oliveira Lyra Filho, operador do esquema na Petrobras[49]